# Liatris spicata

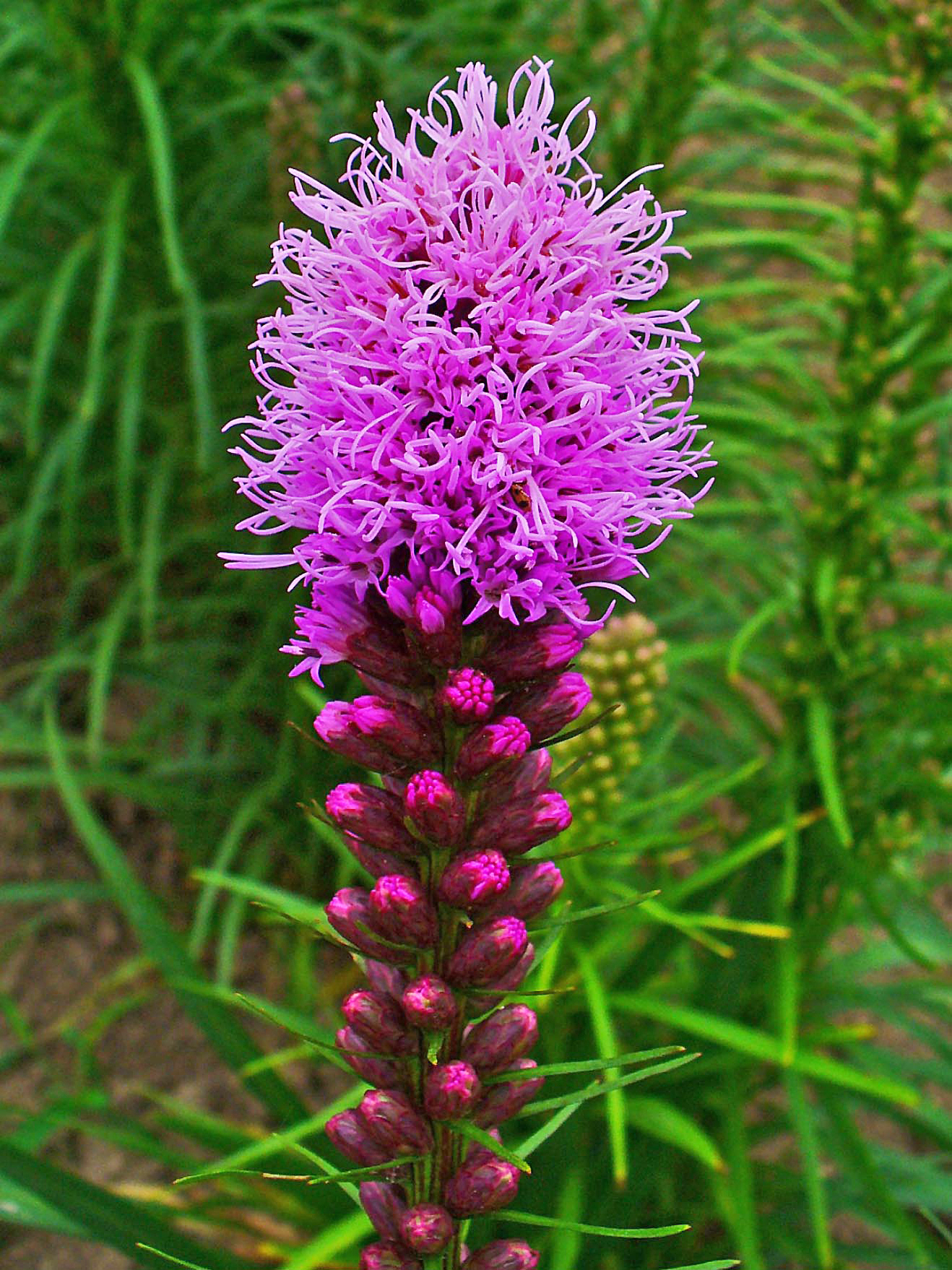

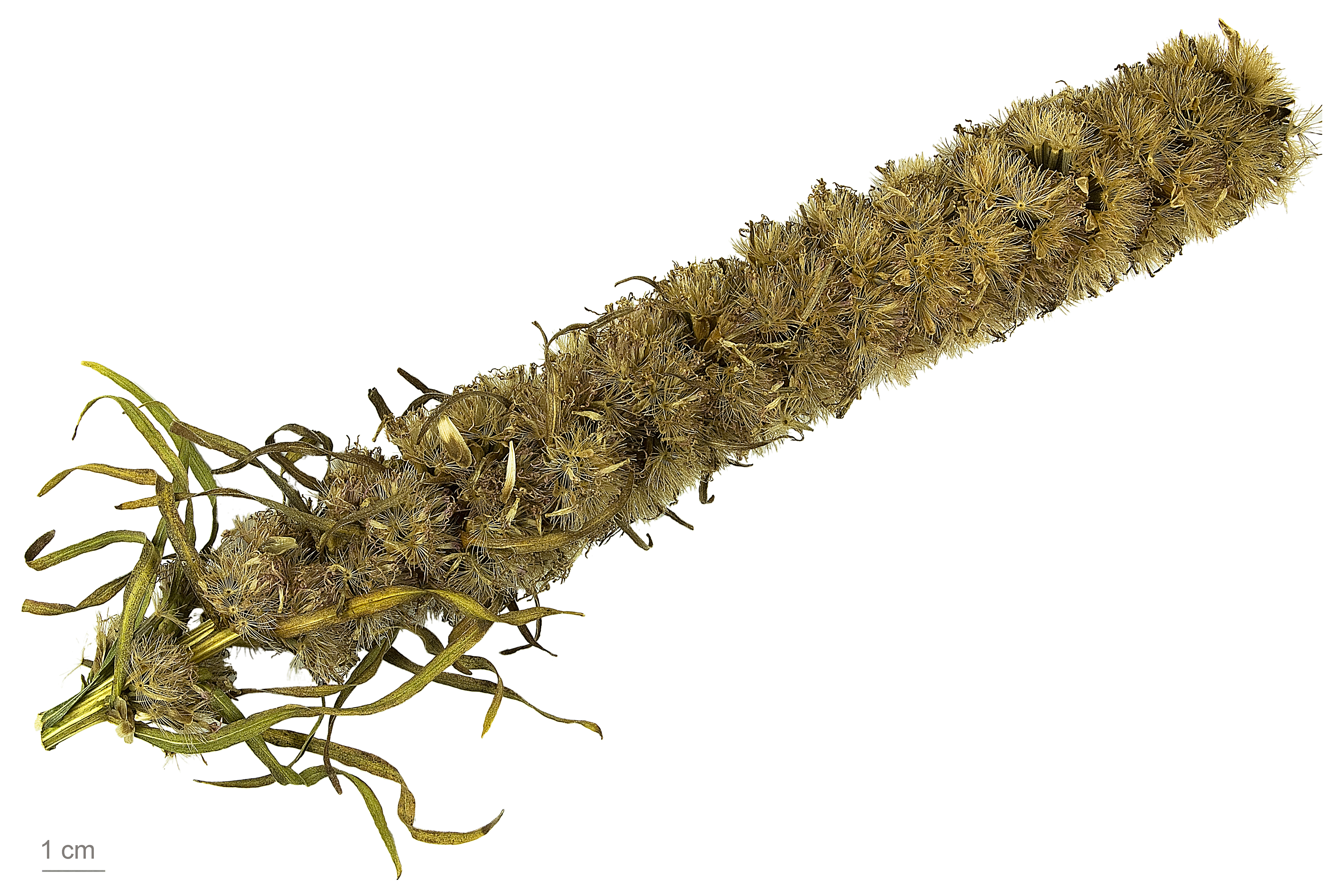
Liatris spicata - MHNT

Liatris spicata, a densa estrela ardente ou pena da pradaria, é uma planta herbácea perene da família Asteraceae . É nativa do leste da América do Norte onde cresce em prados úmidos e prados de junco .
As plantas têm pontas altas de flores roxas que lembram pincéis de garrafa ou penas que crescem 1–5 ft (0.30–1.52 m) alto. A espécie cresce nas zonas de robustez 3 - 8, estendendo-se do meio-oeste à costa leste, leste e oeste do Canadá .
Variedades comuns incluem 'Alba' e 'Floristan White', que são cultivares de flores brancas em 18 in (46 cm) espigas altas, 'Callilepsis' com hastes longas, boas para flores cortadas, 'Floristan Violett' com uma haste forte e espessa, espigas de flores violetas preferidas pelos floristas, e 'Kobold' que permanece pequeno em tamanho com flores roxas profundas.
Liatris spicata var. resinosa é encontrada na parte sul da área natural da espécie. As plantas variáveis têm apenas 5 ou 6 flores por cabeça e as cabeças são mais espaçadas nas hastes; essas diferenças são mais pronunciadas quando as plantas são encontradas em habitats mais secos e costeiros.

## Cultivo
Liatris spicata é uma flor de jardim em muitos países ao redor do mundo, cultivada por suas vistosas flores roxas (rosa ou brancas em algumas cultivares). Elas florescem de julho a agosto ou setembro, dependendo de onde estão localizadas.
Sob cultivo, é encontrado sob muitos nomes, incluindo cobra de botão, pena gay do Kansas, estrela ardente, Liatris callilepis.
O sol pleno é melhor e o solo bem drenado é o preferido para evitar a podridão, embora as plantas prefiram solo úmido. No entanto, as plantas não toleram solo úmido no inverno. As plantas podem tolerar um pouco de sombra, bem como a seca, mas precisam de rega regular durante a primeira estação de crescimento para construir raízes fortes.
As plantas podem ser cultivadas a partir de rebentos (semelhantes a bulbos e tubérculos) ou de sementes, ou as plantas podem ser compradas em centros de jardinagem ou viveiros.
Para crescer a partir de sementes, comece no início da primavera, dentro ou fora de casa. A germinação leva de 20 a 45 dias. Quando as folhas aparecerem, divida em grandes grupos. As plantas devem ser espaçadas de 12 a 15 polegadas de distância. O espaçamento permite que o sol e o ar ajudem com doenças potenciais, como podridão do caule ( Sclerotinia sclerotiorum ), manchas foliares ( Phyllosticta liatridis, Septoria liatridis ), ferrugem ( Coleosporium laciniariae, Puccinia liatridis ), oídio ( Erysiphe cichoracearum ) e murcha ( Verticillium albo -atrum ). Ao crescer a partir de sementes, as flores geralmente não aparecem até o segundo ano.
Se alterar o solo, as plantas preferem solo com altos níveis de cálcio e magnésio e baixos níveis de potássio e fósforo oi oi oi io oioi oi oi oi oioi oi oioioi.
Em jardins, a Liatris spicata funciona bem plantada individualmente, como bordadura, e por sua forma vertical, contrasta bem com plantas montículos e folhosas. Em jardins informais, grandes extensões de plantações funcionam bem oi iooi oi oi io ioio io oioi oioi io.
As flores frescas ou secas funcionam bem como flores cortadas e têm um aroma de baunilha quando secas oioii iooi oi oi oioi oi oi oi oioi .

## Papel nos ecossistemas
Liatris spicata é excelente para atrair polinizadores e insetos benéficos. Isso inclui borboletas como o monarca, rabo de andorinha de tigre, enxofre nublado, enxofre laranja, mecha de cabelo cinza, fritillary de Afrodite, dama pintada, almirante vermelho e ninfas da floresta. As flores atraem zangões, abelhas escavadoras ( Anthophorini ), abelhas de chifres longos ( Melissodes spp.), abelhas cortadeiras ( Megachile spp.), capitães e pássaros, incluindo beija-flores. As lagartas da rara mariposa gloriosa ( Schinia gloriosa ) e da mariposa liatris ( Schinia sanguinea ) se alimentam das flores e sementes. Lagartas da mariposa liatris ( Carmenta anthracipennis ) perfuram os caules da planta. Marmotas, coelhos e ratazanas também comem as plantas  iooi iooi io io oiio oi iooi io oi oioi oi oioi oi ooiiooioioi.
Os cervos são menos propensos a comer Liatris spicata do que outras plantas e, portanto, são considerados resistentes aos cervos, embora os cervos comam quase tudo quando a comida é escassa oi io oi oioioi oio io oiio oi oi oioi oi oio oi iooi oi io.

## Usos medicinais
Liatris spicata foi historicamente usado medicinalmente pelos nativos americanos por suas propriedades carminativas, diuréticas, estimulantes, sudoríficas e expectorantes . Além desses usos, o Cherokee usava a planta como analgésico para dores nas costas e nos membros e o Menominee a usava para um "coração fraco". A raiz da planta é a parte mais utilizada. Os nativos americanos também usavam a planta para tratar inchaço, dor abdominal e espasmos/cólicas e picadas de cobra. Atualmente, a planta é usada para dor de garganta em gargarejos de infusão, como repelente de insetos à base de ervas e em pot-pourri oi oio ioioioio iooiiiio ioiooioiio oioiioioioooiiiii ooioioioioio o oioi oi oi oio iio oi oi oioi oi oioi ioooioioi oioi oi oi.